# Amigdalina
Amigdalina (z łac. amygdalum – migdał, z gr. αμυγδάλη – migdał) – organiczny związek chemiczny z grupy glikozydów cyjanogennych (syn. nitrylozydów), występujący w nasionach wielu roślin z rodziny różowatych (Rosaceae), głównie migdałowca zwyczajnego (Amygdalus communis), a także pigwy pospolitej (Cydonia oblonga), czeremchy (Padus) i innych drzew owocowych (np. moreli, wiśni, śliw, brzoskwiń). Nadaje nasionom wspomnianych gatunków gorzki smak i specyficzny aromat, zwany w gastronomii migdałowym. W organizmie rozkłada się na glukozę, aldehyd benzoesowy i cyjanowodór. Amigdalinę po raz pierwszy wyodrębnili z gorzkich migdałów w 1830 roku francuscy chemicy Pierre Jean Robiquet i Antoine François Boutron-Charlard. Amigdalinę można wyizolować z nasion migdałów używając rozpuszczalników organicznych.
Amigdalina jest toksyczna dla człowieka ze względu na produkty rozkładu, któremu ulega w przewodzie pokarmowym. Związek ten w wyniku działania hydrolazy amigdalinowej ulega hydrolizie do prunazyny, a następnie, pod wpływem hydrolazy prunazynowej, do nitrylu kwasu D-migdałowego i glukozy. Nitryl pod wpływem kolejnego enzymu (liazy) przekształca się w aldehyd benzoesowy i silnie toksyczny cyjanowodór. W efekcie tego procesu spożywanie części roślin zawierających amigdalinę może prowadzić do zatruć. W przypadku podania dożylnego większość związku jest wydalana z moczem (badania na myszach), a część jest metabolizowana do soli cyjanowych, które następnie rodanaza (siarkotransferaza tiosiarczanowa) przekształca do wydalanych z moczem rodanków (tiocyjanianów). Rodanki są również toksyczne, ale w znacznie mniejszym stopniu niż kwas cyjanowodorowy.

## Zastosowania medyczne
W latach 20. XX wieku Ernst Theodore Krebs, Sr. ogłosił teorię, że amigdalina może być skutecznym lekiem na raka, jednak stwierdził, że jest ona zbyt toksyczna do stosowania u ludzi. Koncepcję leczenia raka amigdaliną podjął jego syn, Ernst Theodore Krebs, Jr., opracowując mniej szkodliwą w założeniu pochodną amigdaliny, którą nazwał Laetrile (analizy preparatów handlowych o nazwie  Laetrile wykazały jednak, że ich podstawowym składnikiem jest naturalna amigdalina). Z kolei mieszanina amigdaliny i jej formy zmodyfikowanej została określona przez Krebsa jako „witamina B17”. W opisach i specyfikacjach preparatów nazwy te są używane jednak wymiennie.
Badania kliniczne nie potwierdziły antynowotworowego działania niewielkich dawek amigdaliny. Nie stwierdzono zmniejszenia guzów, wydłużenia czasu przeżycia, złagodzenia objawów choroby nowotworowej lub poprawy samopoczucia pacjentów. Zaobserwowano jedynie, w badaniach in vitro, ograniczenie proliferacji i osłabienie zdolności do adhezji niektórych linii komórkowych do śródbłonka naczyń krwionośnych. Stosowane w badaniu stężenie amigdaliny (10 i więcej mg/ml) było przynajmniej 50 razy wyższe niż dawka uznana za bezpieczną dla człowieka. Powstający podczas metabolizowania podanej doustnie amigdaliny kwas cyjanowodorowy jest silną trucizną i może być przyczyną zatruć, szczególnie przy jednoczesnym zażywaniu witaminy C.